# 平尾知佳
平尾 知佳（ひらお ちか、1996年12月31日 - ）は、千葉県松戸市出身の女子サッカー選手。グラナダCF所属。サッカー日本女子代表。ポジションはゴールキーパー。JFAアカデミー福島出身。日本プロサッカー選手会監事。

## 経歴

### ユース
松戸市立六実小学校の時にサッカーを始める。
2009年の中学校入学時にJFAアカデミー福島女子4期生に合格したため、福島県双葉郡楢葉町立楢葉中学校に進学。中学校2年次の終わりに東北地方太平洋沖地震及び東京電力福島第一原子力発電所事故が発生し、アカデミーの本拠地であるJヴィレッジが使用不能になったことに伴い、静岡県御殿場市への施設移転を余儀なくされた為、御殿場市立富士岡中学校へ転校。高校は福島県立富岡高等学校（但し、スクーリングは静岡県立三島長陵高等学校）を卒業した。
2014年、浦和レッドダイヤモンズ・レディースに特別指定選手として加入し、リーグ戦22試合に出場した。

### シニア
2015年、JFAアカデミー卒校と同時に浦和へ正式入団。同年のなでしこリーグレギュラーシリーズ 第3節のASエルフェン埼玉戦で正式加入後のリーグ公式戦初出場を先発フル出場で飾った。
2017年12月、アルビレックス新潟レディースへ完全移籍することが発表された。
2020年にクラブとプロ契約を交わした。同年10月4日、なでしこリーグ第13節のセレッソ大阪堺レディース戦で負傷し、左膝膝蓋腱損傷の診断を受けた。この時、引退を考えたという。
2024年11月11日、日本プロサッカー選手会監事（会計）に就任。
2025年6月19日、スペイン1部リーグのグラナダCFへの移籍が発表された。

### 代表
年代別代表としては2009年に高倉麻子監督が指揮を執ったU-14女子選抜チームにアカデミー同期の守屋都弥、1期上で後に同じクラブでも同僚となる乗松瑠華と共に選ばれたのを皮切りに、2011年のAFC U-16女子選手権（中華人民共和国・南京市）では当時14歳ながら飛び級召集で選出され、全5試合中3試合に先発出場して日本の大会優勝に貢献した。
翌年の2012 FIFA U-17女子ワールドカップ（アゼルバイジャン）でもU-17日本女子代表メンバーに選出され、日本の全4試合中3試合に先発出場している。
2013年はU-19女子代表に選出され、AFC U-19女子選手権2013に挑んだが、チームは4位となり予選敗退を喫した。
2015年には2度目のU-19女子代表に選出され、AFC U-19女子選手権2015（中華人民共和国・南京市）に出場、グループリーグ1試合と準決勝（対大韓民国戦）、決勝（対朝鮮民主主義人民共和国戦）にフル出場、決勝ではPK戦決着となり、朝鮮民主主義人民共和国の3人目キッカーのPKを阻止するなどして日本の優勝に貢献した。
2016年7月、日本女子代表（なでしこジャパン）のスウェーデン遠征に召集される（試合出場はなし）。11月下旬にはU-20日本女子代表に選出され、2016 FIFA U-20女子ワールドカップ（パプアニューギニア）に出場、正守護神として日本の6試合中5試合でゴールマウスを守り、日本の大会第3位獲得に奮闘した。
2023年6月13日、2023 FIFA女子ワールドカップ代表メンバーに選出された。
2024年6月14日、2024年パリオリンピックに出場するなでしこジャパンメンバーに選出された。

## 個人成績

### クラブ
| クラブ                       | シーズン | リーグ         | 背番号 | リーグ戦 | リーグ戦 | カップ戦 | カップ戦 | リーグ杯 | リーグ杯 | AFC  | AFC  | 合計 | 合計 |
| クラブ                       | シーズン | リーグ         | 背番号 | 出場     | 得点     | 出場     | 得点     | 出場     | 得点     | 出場 | 得点 | 出場 | 得点 |
| ---------------------------- | -------- | -------------- | ------ | -------- | -------- | -------- | -------- | -------- | -------- | ---- | ---- | ---- | ---- |
| JFAアカデミー福島            | 2010     | チャレンジEAST | 21     | 0        | 0        | 0        | 0        | —        | —        | —    | —    | 0    | 0    |
| JFAアカデミー福島            | 2011     | チャレンジEAST | 12     | 4        | 0        | 0        | 0        | —        | —        | —    | —    | 4    | 0    |
| JFAアカデミー福島            | 2012     | チャレンジ     | 12     | 9        | 0        | 2        | 0        | —        | —        | —    | —    | 11   | 0    |
| JFAアカデミー福島            | 2013     | チャレンジ     | 12     | 13       | 0        | 0        | 0        | —        | —        | —    | —    | 13   | 0    |
| JFAアカデミー福島            | 2014     | チャレンジ     | 1      | 1        | 0        | 2        | 0        | —        | —        | —    | —    | 3    | 0    |
| JFAアカデミー福島            | 通算     | 通算           | 通算   | 27       | 0        | 4        | 0        | 0        | 0        | 0    | 0    | 31   | 0    |
| 浦和レッズレディース         | 2014     | なでしこ       | 30     | 22       | 0        | -        | -        | —        | —        | —    | —    | 22   | 0    |
| 浦和レッズレディース         | 2015     | なでしこ1部    | 26     | 7        | 0        | 0        | 0        | —        | —        | —    | —    | 7    | 0    |
| 浦和レッズレディース         | 2016     | なでしこ1部    | 16     | 5        | 0        | 1        | 0        | 7        | 0        | —    | —    | 13   | 0    |
| 浦和レッズレディース         | 2017     | なでしこ1部    | 16     | 0        | 0        | 0        | 0        | 8        | 0        | —    | —    | 8    | 0    |
| 浦和レッズレディース         | 通算     | 通算           | 通算   | 34       | 0        | 1        | 0        | 15       | 0        | 0    | 0    | 50   | 0    |
| アルビレックス新潟レディース | 2018     | なでしこ1部    | 30     | 18       | 0        | 2        | 0        | 4        | 0        | —    | —    | 24   | 0    |
| アルビレックス新潟レディース | 2019     | なでしこ1部    | 1      | 17       | 0        | 2        | 0        | 0        | 0        | -    | -    | 19   | 0    |
| アルビレックス新潟レディース | 2020     | なでしこ1部    | 1      | 12       | 0        | 0        | 0        | —        | —        | —    | —    | 12   | 0    |
| アルビレックス新潟レディース | 2021-22  | WE             | 1      | 14       | 0        | 2        | 0        | —        | —        | —    | —    | 16   | 0    |
| アルビレックス新潟レディース | 2022-23  | WE             | 1      | 19       | 0        | 3        | 0        | 3        | 0        | —    | —    | 25   | 0    |
| アルビレックス新潟レディース | 2023-24  | WE             | 1      | 21       | 0        | 2        | 0        | 5        | 0        | -    | -    | 28   | 0    |
| アルビレックス新潟レディース | 2024-25  | WE             | 1      | 22       | 0        | 4        | 0        | 5        | 0        | -    | -    | 9    | 0    |
| アルビレックス新潟レディース | 通算     | 通算           | 通算   | 123      | 0        | 15       | 0        | 17       | 0        | 0    | 0    | 155  | 0    |
| 通算                         | 日本     | 日本           | 1部    | 157      | 0        | 16       | 0        | 32       | 0        | 0    | 0    | 205  | 0    |
| 通算                         | 日本     | 日本           | 2部    | 27       | 0        | 4        | 0        | 0        | 0        | 0    | 0    | 31   | 0    |
| 総通算                       | 総通算   | 総通算         | 総通算 | 184      | 0        | 20       | 0        | 32       | 0        | 0    | 0    | 236  | 0    |

1. ↑  特別指定選手

- 日本女子サッカーリーグ
  - 初出場 - 2011年6月19日 チャレンジリーグEAST 第8節 日本体育大学女子サッカー部戦 (日本体育大学横浜健志台キャンパスサッカー場)[22]

- WEリーグ
  - 初出場 - 2021年9月12日 第1節 AC長野パルセイロ・レディース戦 (デンカビッグスワンスタジアム)[23]

- 国内リーグ戦出場数
  - 通算150試合出場 - 2024年3月16日 2023-24 WEリーグ 第10節 ちふれASエルフェン埼玉戦 (新潟市陸上競技場)[24]

### 代表
- 2018年8月2日 - 日本代表初出場 -  オーストラリア戦 (2018 トーナメント・オブ・ネーションズ（英語版）)

#### 主な選出歴
- U-17日本女子代表
  - 2012年 - 2012 FIFA U-17女子ワールドカップ

- U-20日本女子代表
  - 2016年 - 2016 FIFA U-20女子ワールドカップ

- 日本女子代表(なでしこジャパン)
  - 2018年 - 2018 AFC女子アジアカップ
  - 2019年 - 2019 FIFA女子ワールドカップ
  - 2021年 - 2020年東京オリンピック
  - 2022年 - EAFF E-1サッカー選手権2022
  - 2023年 - 2023 FIFA女子ワールドカップ
  - 2024年 - 2024年パリオリンピック
  - 2025年 - EAFF E-1サッカー選手権2025

#### 試合数
| 日本代表 | 国際Aマッチ | 国際Aマッチ |
| 年       | 出場        | 得点        |
| -------- | ----------- | ----------- |
| 2016     | 0           | 0           |
| 2018     | 1           | -2          |
| 2019     | 1           | -2          |
| 2020     | 0           | 0           |
| 2021     | 0           | 0           |
| 2022     | 2           | -1          |
| 2023     | 3           | -4          |
| 2024     | 2           | 0           |
| 2025     | 3           | -2          |
| 通算     | 12          | -11         |

2025年7月16日現在

#### 出場試合
| 出場試合一覧 | 出場試合一覧   | 出場試合一覧   | 出場試合一覧                       | 出場試合一覧         | 出場試合一覧 | 出場試合一覧       | 出場試合一覧                                                  | 出場試合一覧 |
| #            | 開催日         | 開催都市       | スタジアム                         | 対戦国               | 結果         | 監督               | 大会                                                          | 出典         |
| ------------ | -------------- | -------------- | ---------------------------------- | -------------------- | ------------ | ------------------ | ------------------------------------------------------------- | ------------ |
| 1.           | 2018年8月2日   | ブリッジビュー | トヨタ・パーク                     | オーストラリア       | ● 0-2        | 高倉麻子           | 2018 トーナメント・オブ・ネーションズ                         | [ 25 ]       |
| 2.           | 2019年4月9日   | パーダーボルン | ベンテラー・アレーナ               | ドイツ               | △ 2-2        | 高倉麻子           | 国際親善試合 ～ヨーロッパ遠征～                               | [ 26 ]       |
| 3.           | 2022年7月23日  | 鹿嶋           | 茨城県立カシマサッカースタジアム   | チャイニーズタイペイ | ○ 4-1        | 池田太             | EAFF E-1サッカー選手権2022                                    | [ 27 ]       |
| 4.           | 2022年10月6日  | 神戸           | ノエビアスタジアム神戸             | ナイジェリア         | ○ 2-0        | 池田太             | 国際親善試合                                                  | [ 28 ]       |
| 5.           | 2023年9月23日  | 北九州         | 北九州スタジアム                   | アルゼンチン         | ○ 8-0        | 池田太             | 国際親善試合                                                  | [ 29 ]       |
| 6.           | 2023年10月26日 | タシュケント   | ロコモティフ・スタジアム           | インド               | ○ 7-0        | 池田太             | 2024年パリオリンピック・アジア2次予選                         | [ 30 ]       |
| 7.           | 2023年11月30日 | サンパウロ     | ネオ・キミカ・アレーナ             | ブラジル             | ● 3-4        | 池田太             | 国際親善試合                                                  | [ 31 ]       |
| 8.           | 2024年5月31日  | ムルシア       | エスタディオ・ヌエバ・コンドミーナ | ニュージーランド     | ○ 2-0        | 池田太             | 国際親善試合                                                  | [ 32 ]       |
| 9.           | 2024年7月13日  | 金沢           | 金沢ゴーゴーカレースタジアム       | ガーナ               | ○ 4-0        | 池田太             | MS&ADカップ2024 ～能登半島地震復興支援マッチ がんばろう能登～ | [ 33 ]       |
| 10.          | 2025年2月23日  | グレンデール   | ステートファーム・スタジアム       | コロンビア           | ○ 4-1        | ニルス・ニールセン | 2025 シービリーブスカップ                                     | [ 34 ]       |
| 11.          | 2025年4月6日   | 大阪           | ヨドコウ桜スタジアム               | コロンビア           | △ 1-1        | ニルス・ニールセン | 国際親善試合                                                  | [ 35 ]       |
| 12.          | 2025年7月16日  | 水原           | 水原ワールドカップ競技場           | 中華人民共和国       | △ 0-0        | ニルス・ニールセン | EAFF E-1サッカー選手権2025                                    | [ 36 ]       |

## タイトル

### 代表
- 日本女子代表(なでしこジャパン)
  - AFC女子アジアカップ: 1回 (2018)
  - EAFF E-1サッカー選手権: 1回 (2022)
  - シービリーブスカップ: 1回 (2025)

### 個人
- WEリーグ
  - 優秀選手賞: 3回 (2022-23、2023-24、2024-25)